# 仪品大楼
仪品大楼原为比商义品放款银行（仪品公司）总部的办公楼，建于1933年。坐落于天津英租界的海大道（Taku Road）和博目哩道（Bromley Road）交口（今和平区大沽北路和彰德道交口大沽路179-205号）。1945年10月10日，八路军驻津办事处（也称“第十八集团军驻津办事处”）在仪品大楼正式挂牌成立。目前，仪品大楼为重点保护等级历史风貌建筑。

## 建筑结构
仪品大楼平面呈字母“L”形，建筑主体为钢筋混凝土内框架梁结构三层楼房，占地面积3131平方米，建筑面积4910平方米，大楼主入口设在彰德道，临大沽路一侧设小楼梯及运货坡道，建筑首层沿街外立面设有叠柱式的十三根高大附墙混水方壁柱。二层和三层外立面都装饰有腰檐口，齿饰和线脚。大楼内外设有各层形式不同的木窗，首层沿街设有大面积玻璃橱窗，二层沿街设有装饰有柱券式混水窗套的拱券半圆形玻璃窗，三层设有矩形平窗。建筑二层和三层窗口尺寸不大，排列较密。仪品大楼首层内部设有门厅和大厅，大厅正面设有电梯间和主楼梯，建筑内部地面为铜条镶嵌美术水磨石地，顶棚周边和井子漏阴角有石膏花饰。首层大厅装饰有木墙裙，电梯间四根柱子用木包镶，楼梯踏步装饰有铁角，银灰色方钢花饰栏杆和木扶手。建筑顶部为木结构屋顶，外立面设有挑檐。